# Rio Imbituvão
O rio Imbituvão é um curso de água que banha o estado do Paraná. Possui nascente no município de Fernandes Pinheiro e percorre os municípios de Fernandes Pinheiro, Teixeira Soares, Imbituva e Ipiranga, onde deságua no rio Tibaji. É considerado o maior rio de Teixeira Soares e Imbituva, sendo também utilizado pela população para a prática de pesca.